# Амунатеги, Мигель Луис
Мигель Луис Амунатеги Альдунате (исп. Miguel Luis Amunátegui Aldunate; 11 января 1828, Сантьяго — 22 января 1888, там же) — чилийский политический, государственный и общественный деятель, просветитель, писатель

, историк, педагог , профессор. Президент Палаты депутатов Чили (8 октября 1867 — 8 декабря 1868 и 6 июня 1871 — 4 июня 1872). Член Чилийской академии языка.
Один из основоположников классической школы буржуазной историографии, сторонник либерально-позитивистского направления в чилийской историографии.

## Биография
Баскского происхождения. В 14-летнем возрасте осиротел. Опеку над семьёй взял на себя генерал Рамон Фрейре, бывший верховный директор Чили (в 1823—1826), которого в своё время защищал отец-адвокат Амунатеги.
В 1840 году поступил в Национальный институт литературных, экономических, гражданских и духовных наук Чили, где слушал лекции Андреса Бельо. Окончил Чилийский университет. После окончания учёбы работал частным преподавателем. В 21-летнем возрасте получил кафедру гуманитарных наук в Национальном институте.
В октябре 1852 года перешёл в Чилийский университет в качестве профессора, начал сотрудничать с министерством народного образования.
С 1849 года — член Либеральной партии Чили. В 1856 году вместе с другими молодыми интеллектуалами основал Общество первичного обучения, целью которого была борьба с высоким уровнем неграмотности (86 %), существовавшим в то время в Чили.
В 1863 году был избран в парламент и работал там в течение 12 лет подряд. В 1875 года был предложен в качестве кандидата в президенты.
Государственный деятель:
- Министр внутренних и иностранных дел (13 ноября 1868 — 2 августа 1870)
- Министр юстиции, культов и народного просвещения (8 сентября 1876 — 5 августа 1878)
- Министр иностранных дел Чили (20 августа 1879 — июль 1880)
- Министр иностранных дел, культов и колонизации Чили (28 июня 1887 — 25 января 1888)

## Научная и творческая деятельность
Задачей историка Амунатеги считал фиксирование хода событий и прославление деятелей-патриотов. Отдавая должное роли народных масс в истории, он не видел, однако, ни классов, ни классовой борьбы. Двигателем прогресса А. считал просвещение. Революционную централизованную диктатуру Амунатеги рассматривал как средство для обуздания сепаратизма и утверждения «режима на службе народных интересов».
В 1853 году издал книгу, в которой утверждал, что Чили имеет право претендовать на всю Патагонию.

## Избранная библиография
- Biografía del general Borgoño (1848)
- La reconquista española: apuntes para la historia de Chile : 1814—1817 (1851)
- Títulos de la República de Chile a la soberanía y dominio de la estremidad austral del continente americano (1853)
- Una conspiración en 1780 (1853)
- La dictadura de O’Higgins (1853)
- Biografías de americanos (1854)
- De la instrucción primaria en Chile: lo que es, lo que debería ser (1856)
- Compendio de la historia política y eclesiástica de Chile (1856)
- Geografia de la juventud de Sud-América : redactada según los mejores tratados modernos y muy esmerada en la parte relativa a las repúblicas hispano-americanas, principalmente la parte de Chile (1856)
- Juicio crítico de algunos poetas hispano-americanos (1861)
- Descubrimiento y conquista de Chile (1862)
- La cuestión de límites entre Chile y Bolivia (1863)
- Los precursores de la independencia de Chile (1870)
- La Encíclica del Papa León XII contra la independencia de la América española (1874)
- La crónica de 1810 (1876)
- El terremoto del 13 de mayo de 1647 (1882)
- Vida de don Andrés Bello (1882)
- Vida del general don Bernardo O"Higgins (1882)
- Corona fúnebre a la memoria del señor Benjamín Vicuña Mackenna (1886)
- Acentuaciones viciosas (1887)
- Memorias científicas y literarias (1887)`
- Estudios sobre instrucción pública. 3 т. (1897—1898)
- Cuadros Antiguos (1896)

Умер от пневмонии.